# Бобровский, Чеслав

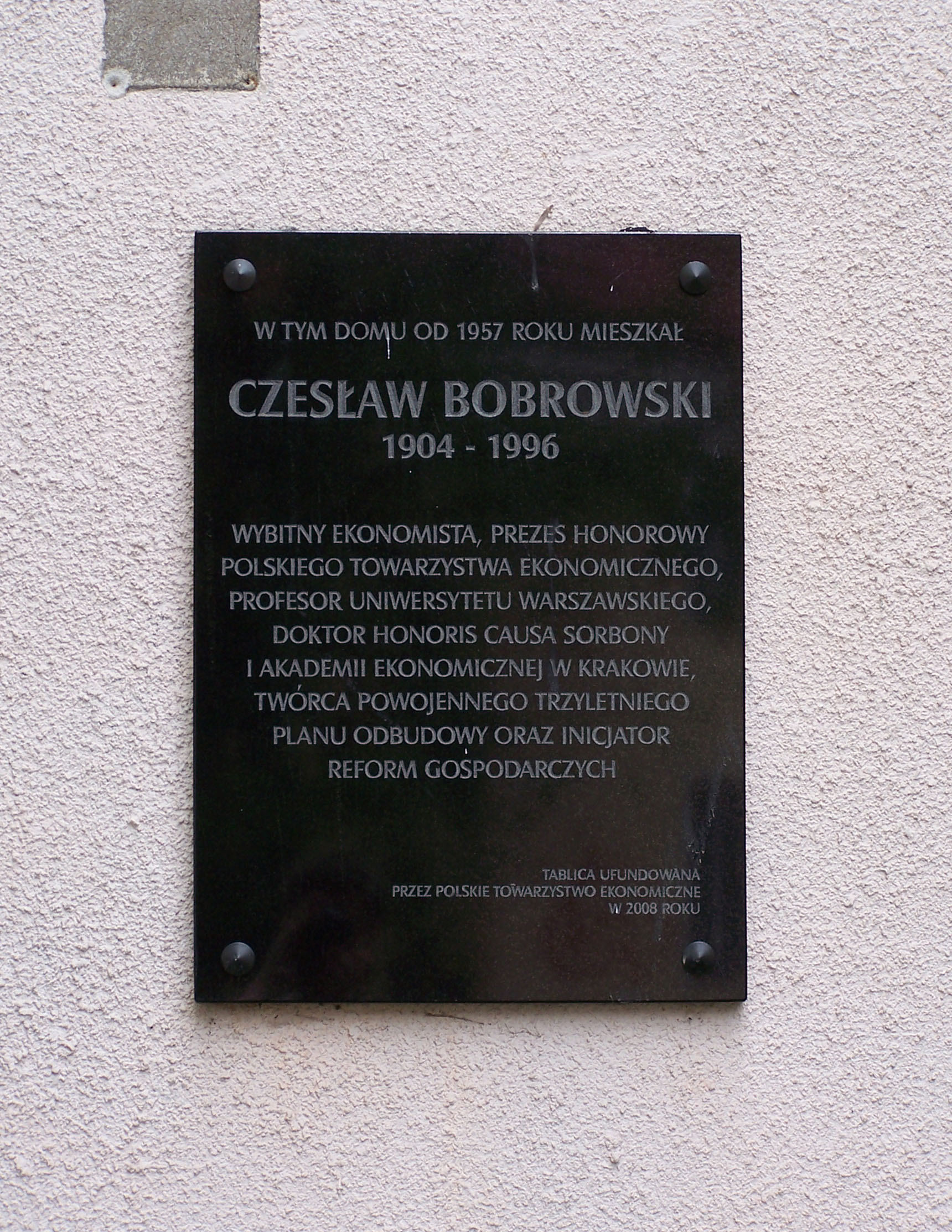
Мемориальная доска в Жолибоже

Чеслав Бобровский (17 февраля 1904 Серны — 18 мая 1996 Варшава) — польский экономист, юрист, политолог и политик.

## Обучение
Сын Адольфа Королко-Бобровского и Ядвиги из Оково-Кулакова с окраин Мстиславля в Белоруссии. Как доброволец (старший стрелок) принимал участие в польско-советской войне.
Ч. Бобровский окончил гимназию в Люблине в 1921 году. Он также учился на юридическом факультете Варшавского университета, который окончил в 1925 году.

## Трудовая деятельность
С 1925 по 1926 годы он работал юридическим референтом Генерального Консульства в Праге. Подготовлен Парижской школой политических наук («Ecole des Sciences Politiques») в 1927 году.
В период 1927—1929 гг. Ч. Бобровский работал в департаменте Министерства промышленности и торговли Республики Польша, выполняя, между прочим, должность заместителя комиссара Польского Общества торговли с Россией «Polros».
В 1931—1932 годах он был директором советско-польской торговой компании Sowpoltorg в Москве. Позже Ч. Бобровский в период с 1935 до 1939 гг. работал директором департамента экономического форума в Министерстве сельского хозяйства и развития села в Польше.
В 1930-е годы он был главным редактором основанного им журнала «Национальная экономика», собрав вокруг себя группу молодых экономистов.

### Первая эмиграция во Францию
После начала Второй мировой войны Ч. Бобровский вместе с должностными лицами министерства выехал 17 сентября 1939 года в Румынию. Оттуда через Югославию и Италию отправился во Францию, где в 1940 году присоединился к Польской Армии. После поражения Франции был интернирован в Швейцарию. Затем он бежал из лагеря для интернированных во Францию, где занялся деятельностью сначала в Красном Кресте, затем в Обществе помощи полякам во Франции. Занимался помощью для беженцев из Польши и заключенным в лагерях.

### Министерство Польши в изгнании
В 1943 году, избегая ареста гестапо Ч. Бобровский выехал из оккупированной Франции через Испанию и Португалию добрался до Гибралтара, а откуда отправился в Лондон. Здесь он попал в 1944 году в студийную команду министра финансов правительства Польши в изгнании Людвика Гросфельда. Эта команда разработала программу реконструкции и развития Польши после первой мировой войны, а также типовые решения для польской экономики после Второй мировой войны.
После имплементации в июне 1945 года договоренностей Ялтинской конференции по созданию Временного правительства национального единства, а также международного признания 6 июля 1945 года польского правительства в изгнании Чеслав Бобровский в августе 1945 года вернулся в Польшу (как и Людвик Гросфельд).
Бобровский был присоединен к Национальной национального совета, а 10 ноября 1945 года он был назначен президентом Центрального управления планирования. На этой должности он работал с 1945 по февраль 1948 года, внедряя, в частности, трехлетний план экономического восстановления Польши. В феврале 1948 г. Ч. Бобровский был уволен с должности под давлением ППР.

### Вторая эмиграция
В период с марта по декабрь 1948 года он был дипломатом в Стокгольме. Призван в страну, но опасаясь ареста, Ч. Бобровский отказался от приезда и отправился в декабре 1948 года в эмиграцию во Францию.
С 1952 до 1956 гг. он работал научным сотрудником в Институте политологии и Национального центра научных исследований в Париже («Centre Nationale de la Recherche Scientifique»).
После октября 1956 года Бобровский вернулся в Польшу. Он работал научным сотрудником Варшавского университета и заместителем председателя Экономического совета при Совете Министров (1957—1963 гг.)

### Научная деятельность
В 1958 году он получил звание обычного профессора Варшавского Университета, но откуда ушел после событий марта 1968 года. В период 1967—1971 гг. работал преподавателем в Парижском университете (Сорбонна).

### Экспертная деятельность
В 1970-е годы Бобровский был экспертом ООН, консультируя в развивающихся странах: Алжире, Гане, Ираке, Сирии. В это время он также был Председателем Консультативного Экономического Совета в 1981—1987 годах.
Член Консультативного Совета при Председателе Государственного Совета ПНР Войцехе Ярузельском в 1986—1990 годах.
Почетный Президент Польского Экономического Общества в 1986 году.
Депутат Крайовой Рады Народовой (1945—1947 гг.) и польского Сейма (1947—1948 гг.)
Член ППС (1946—1948 годы заседал в её совете), затем ПОРП.
В 1961 году вместе с Зигмунтом Бауманом, Яном Стжелецким и Ежи Вятром принимал участие в дискуссии, посвященной будущему польского общества. Не как социолог, педагог или психолог, но как экономист, наибольшую опасность, которая грозит нарушением общественной жизни тогдашней Польши, он видел в провалах социального образования, в ложных философских обоснованиях отношений людей: «дело чувство абсурда жизни и ощущение отсутствия связи между своими действиями и тем, что нас ждет, философия слепой судьбы не может быть полностью преодолена…».

## Публикации
Ч. Бобровский — автор ряда экономических трудов, опубликованных в Польше и за рубежом.
- «Warunki i drogi rozwoju gospodarczego wsi» (1936)
- Polityka społeczna na tle gospodarczym" (1944)
- «U źródeł planowania socjalistycznego» (1956)
- «Jugosławia socjalistyczna» (1957)
- «Modele gospodarki socjalistycznej» (1957)
- «Planowanie gospodarcze. Problemy podstawowe» (1965)
- «O gospodarce mieszanej w krajach Trzeciego Świata» (1967)
- «Źródła, problemy i tendencje przemian planowania gospodarczego» (1981)
- «Wspomnienia ze stulecia» (1985)

## Награды
- Золотой Крест Заслуги с Мечами,
- Медаль Победы и Свободы (1945),
- Командорский Крест Ордена Возрождения Польши (1946)[6],
- Командорский Крест со Звездой Ордена Белого Льва (Чехословакия),
- Крестом Komandorski со Звездой ООП
- Орденом «Строителей Народной Польши».